# Micrarionta opuntia
Micrarionta opuntia är en snäckart som beskrevs av Roth 1975. Micrarionta opuntia ingår i släktet Micrarionta och familjen Helminthoglyptidae. IUCN kategoriserar arten globalt som sårbar. Inga underarter finns listade i Catalogue of Life.